# Сура (Пензенская область)
Сура́ — посёлок городского типа в Никольском районе Пензенской области России.
Образует муниципальное образование рабочий посёлок Сура со статусом городского поселения как единственный населённый пункт в его составе.

## География
Расположен вдоль левого берега реки Инзы при её впадении в Суру, в 28 км к северо-западу от районного центра города Никольска. Железнодорожная станция на линии Рузаевка — Инза.

## История
В 1898 году была открыта железнодорожная станция Сура  на месте чирковской пристани для сплава древесины и другой продукции в Инзу и Суру.
В 1955 году – центр сельсовета Большевьясского района, центральные усадьбы колхоза «Путь Октября» и совхоза «Шеншинский».
22 февраля 1961 года в результате слияния поселка при железнодорожной станции Сура и села Чирково образован рабочий посёлок Сура.
С 1965 года посёлок городского типа Никольского района, центральные усадьбы колхоза «Красное знамя» и совхоза «Шеншинский».
В окрестностях добыча мела, песчаника, песка, глины; крупные лесные массивы. Заводы – известковый, Шеншинский спиртовой; промкомбинат, АО «Мебель», совхоз «Шеншинский», больница, дом культуры, библиотека, средняя школа.

## Население
Динамика численности населения посёлка:
| Год             | 1926 | 1959  | 1970  | 1979  | 1989  | 2002  | 2010  |
| --------------- | ---- | ----- | ----- | ----- | ----- | ----- | ----- |
| Население, чел. | 66   | 4 339 | 4 104 | 3 097 | 2 621 | 2 305 | 2 125 |

## Достопримечательности
Памятник природы – Сурский парк площадью 2,5 га на территории участковой больницы, основанный помещиком в конце 18 – начале 19 века как приусадебный. От старого парка сохранилось 223 дерева сосны обыкновенные, средняя их высота 25–28 м, диаметр ствола 54–56 см, возраст 200–210 лет. Этого же возраста 70 деревьев ели обыкновенной, есть лиственница сибирская, дуб, береза, липа и клен остролистный. Из экзотов три дерева ели колючей (голубая форма), достигающих высоты 22 м, диаметр ствола от 32 до 60 см, возраст 100–110 лет, и кедр сибирский этого же возраста, высота его 23 м, диаметр ствола 52 см.

## Известные люди
В 1904 году в селе Чиркове близ станции Сура родился советский писатель и поэт Димитрий Ерёмин.
Родина Героя Советского Союза Александра Архиповича Винокурова (1921—1970), майора, командира отряда партизан.